# 村上はるみ
村上 はるみ（むらかみ はるみ、1958年7月30日 - ）は、日本の女性声優。静岡県出身。81プロデュース所属。

## 経歴
以前はえんどれすプロダクション、アーツビジョン、カメレオンハウスに所属していた。

## 出演

### テレビアニメ
- ドカベン（1978年 - 1979年、場内アナウンス[1] / 場内アナウンサー）
- 未来少年コナン（1978年）
- こぐまのミーシャ（1979年 - 1980年、四つ子〈2代目〉[1]、わたり鳥）
- あずきちゃん（1995年、ケンの母）
- 太陽の子エステバン（BS版）（1998年、ローダ）
- よいこ（1998年、風花の母）
- 週刊ストーリーランド（2000年 - 2001年、クヨ夫人、ナレーション、主婦A）
- 探偵少年カゲマン（2001年、テンコ祖母）
- 雪の女王（2005年、洗濯する女、魔女）
- D.Gray-man（2006年、店員）
- エル・カザド（2007年、おばちゃん）
- ゴルゴ13（2008年、婦人）
- 源氏物語千年紀 Genji（2009年、葵の母親）
- HUNTER×HUNTER（2012年 - 2014年、女店主、ハルナ） - 第2作

### OVA
- うる星やつら 了子の9月のお茶会（1985年、ナレーション）
- うる星やつら アイム THE 終ちゃん（1986年、ナレーション）
- うる星やつら 夢の仕掛人 因幡くん登場! ラムの未来はどうなるっちゃ!?（1987年、ナレーション）
- うる星やつら 怒れシャーベット（1988年、ナレーション）
- うる星やつら 渚のフィアンセ（1988年、ナレーション）
- うる星やつら 電気仕掛けの御庭番（1989年、ナレーション）
- うる星やつら 月に吠える（1989年、ナレーション）
- うる星やつら ヤギさんとチーズ（1989年、ナレーション）
- うる星やつら ハートをつかめ（1989年、ナレーション）
- しあわせのかたち（1990年、ウニエ[1]）
- デビルマン 妖鳥死麗濡編（1990年、看護婦）
- うる星やつら 乙女ばしかの恐怖（1991年、ナレーション）
- うる星やつら 霊魂とデート（1991年、ナレーション）
- うる星やつら ザ・障害物水泳大会（2010年、ナレーション）

### 劇場アニメ
- かっぱのすりばち（2012年）

### ドラマCD
- 幸運男子 -ラッキーくん-（1996年、斑の母）
- はじめの一歩（1996年、一歩の母）

### 吹き替え

#### 映画
- ゴーン・フィッシン'
- 101匹わんちゃん（ダッチェス、映画の女 他）
- 私が愛したギャングスター

#### ドラマ
- 特攻野郎Aチーム

#### アニメ
- ミュータント・タートルズ[1]
- リトルフットの大冒険 〜謎の恐竜大陸〜

### テレビドラマ
- 宮本武蔵 - 唐琴太夫 役
- 世にも奇妙な物語『8時50分』

### テレビ番組
- 自然満喫!アメリカ国立公園
- 衝撃の映像クラッシュ
- とっておき世界旅『魅惑の島々』
- ひとりでできるもん!どきドキキッチン（おウサばあさん）